# Pteronemacheilus
Genre
Pteronemacheilus est un genre de poissons d'eau douce téléostéens de la famille des Nemacheilidae (ordre des Cypriniformes). Ces espèces sont communément appelées « loches de pierre ».

## Répartition
Les espèces du genre Pteronemacheilus se rencontrent en Asie.

## Description
Les espèces du genre Pteronemacheilus se distinguent des autres espèces de la famille des Nemacheilidae par la présence de plis cutanés allongés sur la face dorsale des deuxième et troisième rayons des nageoires pectorales des mâles.

## Liste des espèces
Selon World Register of Marine Species (5 octobre 2023) :
- Pteronemacheilus lucidorsum Bohlen & Ŝlechtová, 2011 - espèce type[2]
- Pteronemacheilus meridionalis (Zhu, 1982)

## Systématique
Le nom valide complet (avec auteur) de ce taxon est Pteronemacheilus Bohlen (d) & Šlechtová (d), 2011,. L'espèce type de ce genre est Pteronemacheilus lucidorsum.

## Étymologie
Le nom générique, Pteronemacheilus, composé du grec ancien πτερόν, ptéron, « aile », et du genre Nemacheilus, le genre type de la famille des Nemacheilidae, fait référence aux plis cutanés des nageoires pectorales des mâles.

## Publication originale
- (en) Jörg Bohlen et Vendula Šlechtová, « A new genus and two new species of loaches (Teleostei: Nemacheilidae) from Myanmar », Ichthyological Exploration of Freshwaters, Verlag Dr. Friedrich Pfeil (d), vol. 22, no 1,‎ 1er mars 2011, p. 1-10 (ISSN 0936-9902, lire en ligne).